# Point of No Return (film, 1990)
Pour les articles homonymes, voir Point of No Return.
Pour plus de détails, voir Fiche technique et Distribution.
Point of No Return (都市煞星, Dou si sat sing) est un film d'action hongkongais produit et réalisé par Guy Lai et sorti en 1990 à Hong Kong.
Il totalise 2 480 131 HK$ de recettes au box-office.

## Synopsis
Oncle Man (Kenneth Tsang) est un agent de haut rang dans l'organisation de tueurs à gages de Mr Fok (Peter Yang (en)). Son fils KK (Patrick Tam et son fils adoptif Dee (Jacky Cheung), surnommé « Aigle d'or », travaillent sous ses ordres. Malgré cela, Man ne confie que coups à Dee parce qu'il craint que de mettre en danger son fils. Lors d'une mission en Thaïlande, Dee tue son collègue tueur à gages Michael (Ricky Wong) car ce-dernier a enfreint la règle de l'organisation de ne jamais tuer un client.
Durant une mission dans un bar, Dee et KK rencontrent Joy (Joey Wong), et le premier entame finalement une relation avec elle. Le père de Joy est le policier Ko Man-ban (Pau Fong). Dans le même temps, Puma (Ken Lo), un autre tueur à gages de l'organisation de Fok, est déterminé à tuer « Aigle d'or » pour venger Michael, bien qu'il ne sache pas à quoi il ressemble. Tai-luk (Sing Yan), un membre de la triade qui avait autrefois été arrêté par Ko, approche Puma pour atteindre Ko, et de son côté, Puma utilise cela comme une opportunité pour attirer « Aigle d'or ». Oncle Man s'apprête à confier une mission à Dee, mais KK convainc son père de lui donner car Dee est occupé à sortir avec Joy. Pendant que KK effectue le coup, Puma arrive et engage une fusillade avec KK avant que ce dernier ne s'échappe. Puma ramasse ensuite un couteau lancé par KK.
Dee et KK sont déterminés à se venger de Tai-luk malgré le fait d'enfeindre aux règles de l'organisation. Cependant, Puma trouve Tai-luk avant eux et le tue avec le couteau de KK. Puma et sa petite amie Lily (Lin Kwai-yuet) enlève également Joy et la petite amie de KK, JoJo (Cherrie Tsoi).
Lorsque Dee et KK tentent de sauver Joy et JoJo, ils tombent dans le piège de Puma pendant lequel JoJo est tuée et les trois autres sont capturés et emmenés jusqu'à Fok. Celui-ci ordonne à Oncle Man de tirer sur Dee mais il tire sur KK à la place car Puma ne sait toujours pas lequel d'entre eux est « Aigle d'or ». KK, qui portait un gilet pare-balles, se relève et libère Dee et Man avant de tuer Fok et ses hommes de main, dont Puma et Lily, avant l'arrivée des policiers.

## Fiche technique
- Titre : Point of No Return
- Titre original : 都市煞星 (Dou si sat sing)
- Réalisation : Guy Lai
- Scénario : Chow Chan-wing et John Chong (en)
- Photographie : Hung Hin-sing
- Montage : Robert Choi
- Musique : John Wong
- Production : Guy Lai
- Société de production : Y. C. Lai Film Production
- Société de distribution : Golden Princess Film Production
- Pays d'origine :  Hong Kong
- Langue originale : cantonais
- Format : couleur
- Genre : action et film de gangsters
- Durée : 94 minutes
- Dates de sortie :
  -  Hong Kong : 25 octobre 1990

## Distribution
- Jacky Cheung : Chan Chi-keung/Dee/« Aigle d'or »
- Joey Wong : Joy Ko
- Patrick Tam : KK Lee
- Peter Yang (en) : Mr Fok
- Cherrie Tsoi : JoJo
- Kenneth Tsang : Lee Nga-man/Oncle Man
- Ken Lo : Puma
- Lin Kwai-yuet : Lily
- Ricky Wong : Michael
- Huang Ha : Maître Lok
- Fung Hark-on (en) : la cible de Dee dans la discothèque
- Ho Pak-kwong : le serveur
- Pau Fong : l'officier Ko Man-ban
- Mai Kei : le voleur tué par Puma
- Chan Chi-fai : l'homme tué par Puma
- Mark Houghton : le garde du corps de Mr Fok
- Billy Ching : le maquereau de la discothèque
- Rico Chu : le patron libidineux de la discothèque
- Robert Hung
- Anna Ng : Anny
- Shing Fui-on : le chauffeur de taxi
- Sing Yan : Tai-luk
- Ng Kwok-kin : le policier à la fête de l'agent Ko
- Hau Woon-ling : la serveuse de Dim sum
- Vincent Lyn : le garde du corps de Mr Fok
- Ken Yip : l'homme de main de Mr Fok en costume de Mao
- Chang Sing-kwong : un homme de main de Mr Fok
- Fei Pak : un policier
- Chow Mei-shing : un homme de main de Tai-luk
- Wong Chi-hok : un homme de main de Mr Fok
- Cheng Chi-ho : le garde de la discothèque
- Kwok Nga-cheung : un homme à la discothèque
- Amy Au
- Szeto Yue-wa
- Wong Chi-keung : un homme de main de Mr Fok
- Douglas Kung
- Andy Wong